# Ordine dell'Istruzione pubblica
L'Ordine dell'Istruzione Pubblica è un ordine cavalleresco portoghese.

## Storia
L'Ordine è stato fondato nel 1927 come Ordine dell'Istruzione e della Benevolenza per premiare "i servizi di imprese nazionali o estere per la causa della formazione, e tutti gli atti di benevolenza pubblica volti a influenzare il progresso e la prosperità del paese". Nel 1929 l'Ordine è stato riformulato e diviso in due ordini distinti: l'Ordine della Benevolenza, che si è evoluto nell'attuale Ordine al Merito, e l'Ordine dell'Istruzione Pubblica, quest'ultimo in fase di progettazione per servizi resi alla causa della formazione, tuttavia, le insegne originali dell'Ordine dell'Istruzione e della Benevolenza sono stati mantenute dall'Ordine della Pubblica Istruzione. Nel 1962, secondo lo Statuto degli Ordini Onorifici, si sono modificati ulteriormente i criteri per l'assegnazione dell'Ordine, e cioè "per premiare prestazioni rese dai dipendenti nella didattica o dell'amministrazione scolastica" e "servizi prestati da una persona per la causa dell'istruzione o dell'insegnamento". La Legislazione successiva ha promulgato la definizione attuale.

## Classi
L'Ordine dispone delle seguenti classi di benemerenza:
- Gran Croce (GCIP)
- Grand'Ufficiale (GOIP)
- Commendatore (ComIP)
- Ufficiale (OIP)
- Medaglia (MedIP)
- Membro Onorario (MHIP)

| Nastri   |           |              |                 |            |
| Medaglia | Ufficiale | Commendatore | Grand'Ufficiale | Gran Croce |

## Insegne
- La placca è a otto punte e con filetti rappresenti raggi smaltato in oro per le classi di Gran Croce e Grand'Ufficiale e in argento per il grado di Commendatore. All'interno la placca è smaltata di blu con sovrapposta una targa raffigurante lo stemma del Portogallo in oro avvolte da due palme d'oro uniti per le loro cime con i loro picciuoli incrociate e vincolato da un listello ondulato di smalto bianco con la scritta "Instrução Pública" in oro.
- Il distintivo è costituito da due palme d'oro incrociate.
- Il nastro è giallo oro.